# SN 1980D
SN 1980D – supernowa typu II-P odkryta 7 marca 1980 roku w galaktyce NGC 3733. Jej maksymalna jasność wynosiła 14,60m.